# جونیا کیمورا
جونیا کیمورا (ژاپنی: 木村 純哉؛ زادهٔ ۶ سپتامبر ۱۹۸۷) یک بازیکن فوتبال اهل ژاپن است.
از باشگاه‌هایی که در آن بازی کرده‌است می‌توان به باشگاه فوتبال میتو هولیهوک اشاره کرد.